# João Rodrigues de Mattos
Joáo Rodrigues de Mattos (n. 1926) es un ingeniero agrónomo y botánico brasileño.
Dedicado a la Botánica Sistemática, en particular de la familia de las Myrtaceae, trabajando largos años en el Instituto de Botânica de São Paulo; y, posteriormente, en la Secretaría de Agricultura del Estado de Rio Grande do Sul.

## Algunas publicaciones

### Libros
- joão rodrigues de Mattos. 1986. A goiabeira serrana. N.º 19 de Publicação IPRNR. 2.ª edición de Governo do Estado, Secretaria da Agricultura, Departamento de Pesquisa, Instituto de Pesquisas de Recursos Naturais Renováveis, 84 pp.

- ----------------------------------------. 1985a. Cerejeira-do-Mato. Editor Gov. do Estado, Secretaria da Agricultura, Diretoria Geral, Departamento de Pesquisas, Instituto de Pesquisas de Recursos Naturais Renováveis, 13 pp.

- ----------------------------------------, nelson Silveira. 1985b. Contribuição ao estudo do guatambu-amarelo. N.º 16 de Publicação IPRNR. Editor Gov. do Estado, Secretaria da Agricultura, Departamento de Pesquisas, Instituto de Pesquisas de Recursos Naturais Renováveis, 17 pp.

- ----------------------------------------. 1983. Jaboticabeiras. N.º 10 de Publicação IPRNR. Editor Gov. do Estado, Secretaria da Agricultura, Departamento de Pesquisas, Instituto de Pesquisas de Recursos Naturais Renováveis "AP", 76 pp.

- ----------------------------------------. 1982. O cambucazeiro. N.º 8 de Publicação IPRNR. Editor Gov. do Estado, Secretaria da Agricultura, Departamento de Pesquisas, Instituto de Pesquisas de Recursos Naturais Renováveis "AP", 14 pp.

- ----------------------------------------. 1980a. Contribuição ao estudo do cedro-Cedrela fissilis Vell. N.º 4 de Publicação IPRNR. Editor Gov. do Estado, Secretaria da Agricultura, Diretoria Geral, Departamento de Pesquisas, Instituto de Pesquisas de Recursos Naturais Renováveis "AP", 54 pp.

- ----------------------------------------. 1980b. A bracatinga. N.º 5 de Publicação IPRNR. Editor Gov. do Estado, Secretaria da Agricultura, Departamento de Pesquisas, Instituto de Pesquisas de Recursos Naturais Renováveis "AP", 40 pp.

- ----------------------------------------. 1979. Contribuição ao estudo do pinho-bravo Podocarpus lambertii Klotzsch ex Endl., no sul do Brasil. N.º 2 de Publicação IPRNR. Editor Secretaria da Agricultura, Supervisão de Pesquisas, 36 pp.

- ----------------------------------------. 1972. O pinheiro brasileiro. Editor Grêmio Politécnico DLP, 620 pp.

- ----------------------------------------. 1954. Estudo pomológico dos frutos indígenas do Río Grande do Sul. Editor Of. Gráficas da Imprensa Oficial, 107 pp.

## Honores

### Epónimos
Especies
- (Fabaceae) Peltogyne mattosiana Rizzini[1]

- (Gesneriaceae) Hypocyrta mattosiana Handro[2]

- (Gesneriaceae) Nematanthus mattosianus (Handro) H.E.Moore[3]

- (Melastomataceae) Leandra mattosii Baumgratz & D'El Rei Souza[4]

- (Myrtaceae) Eugenia mattosii D.Legrand[5]
- La abreviatura «Mattos» se emplea para indicar a João Rodrigues de Mattos como autoridad en la descripción y clasificación científica de los vegetales.[6]